# Walther Reinhardt
Walther Gustav Reinhardt (Stuttgart, 24 mars 1872 – Berlin, 8 août 1930), est un général d'infanterie allemand et le dernier ministre de la Guerre de Prusse.

## Biographie
Né à Stuttgart, Walther Gustav Reinhardt est le fils d'un général d'infanterie August von Reinhardt (1827-1907) et de son épouse Émilie Reinhardt.
Son frère aîné, Ernst von Reinhardt (1870-1939) est aussi général.
Son fils Hellmuth Reinhardt (de) (1900–1989) est aussi général.
Il rejoint les cadets en 1891 chez le 119e régiment de grenadiers (de).
Il devient officier en 1901.

### Première Guerre mondiale
De 1914 à 1916, il est membre du 13e corps d'armée.
De 1916 à 1917, il est membre de l'état-major de la 11e armée en Macédoine.
De 1917 à 1918, il est membre de l'état-major de la 7e armée en France durant l'offensive du printemps.

### L'après-guerre
En novembre 1918, il est nommé colonel.
Le 3 janvier 1919, il est nommé ministre de la Guerre de Prusse (Preußisches Kriegsministerium) en remplaçant le général Scheüch.
En 1919, il commande l'armée de protection du Reichstag.
En 1919, il devient membre du cabinet politique de Philipp Scheidemann.
Il est promu général en 1919.
En 1919, il est membre du Freikorps et est commandé par le général Walther von Lüttwitz.
De 1920 à 1924, il dirige la 5e Wehrkreis à Stuttgart.
En 1925, il commande le 2e Gruppenkommando à Cassel (Hesse).
Il prend sa retraite en 1927.
Walther Gustav Reinhardt meurt à Berlin le 8 août 1930 .

## Décorations
Croix Pour le Mérite.

 Croix de fer de 1re classe.

 Croix de fer de 2e classe.

 Croix d'officier de l'Ordre royal d'Albert.

 Ordre de l'Aigle rouge.